# بخش میلفورد (شهرستان باتلر، اوهایو)
بخش میلفورد (به انگلیسی: Milford Township) یک منطقهٔ مسکونی در ایالات متحده آمریکا است که در شهرستان باتلر، اوهایو واقع شده‌است.
 بخش میلفورد ۹۵٫۵ کیلومتر مربع مساحت و ۳٬۵۵۰ نفر جمعیت دارد و ۲۶۷ متر بالاتر از سطح دریا واقع شده‌است.